# Sant Martí de Nils

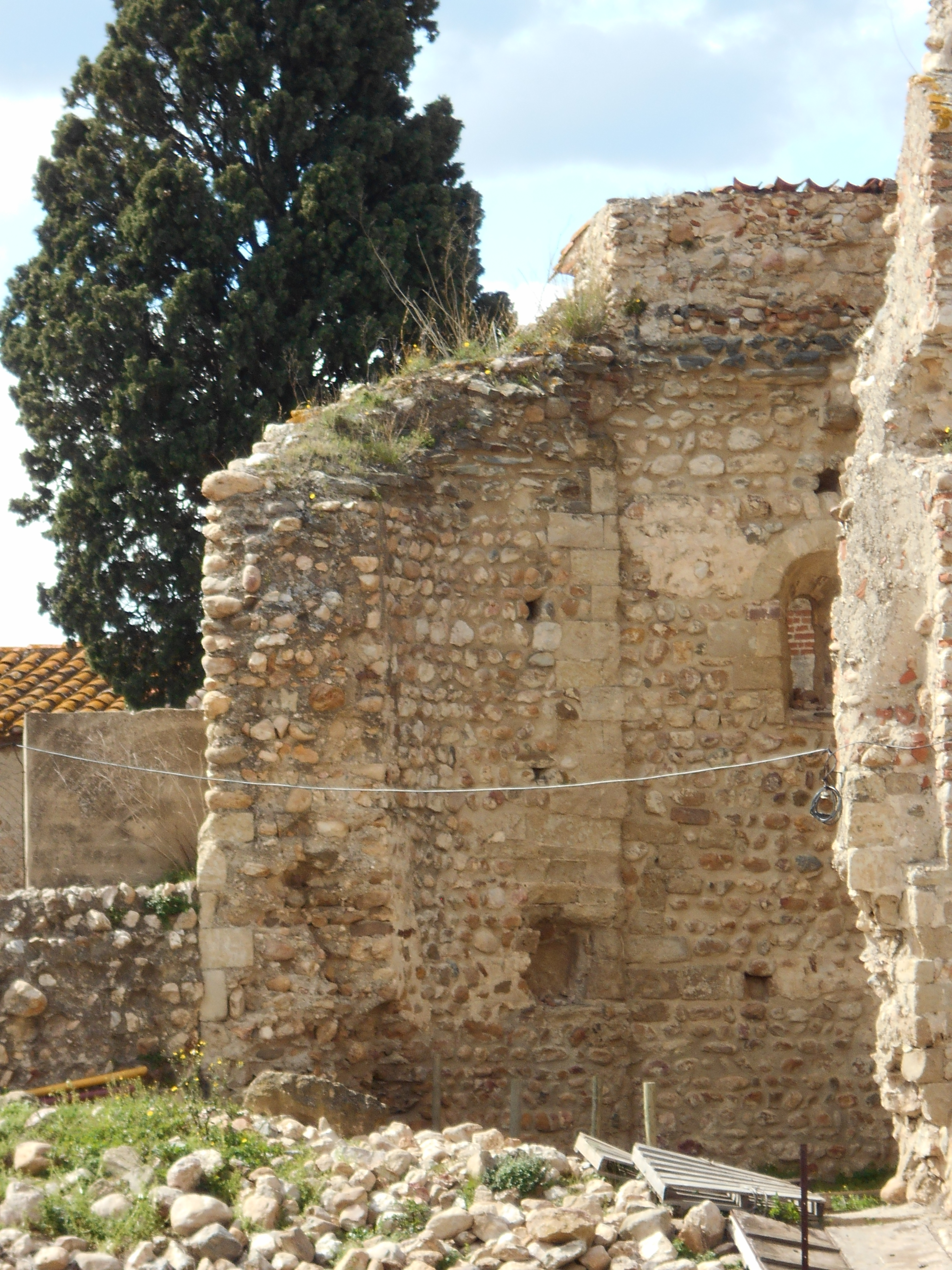
Antiga església de Sant Martí de Nyils. Vista des del nord. Absis

Sant Martí de Nils és l'antiga església parroquial del poble rossellonès de Nils, dins del terme comunal de Pontellà, a la Catalunya del Nord. Anteriorment havia estat la capella d'un assentament templer de la Comanda del Masdéu.
Està situada en el sector nord del poble, propera a unes caves vinícoles i a la Sala Municipal, dins del recinte de la qual es troba.

## Història

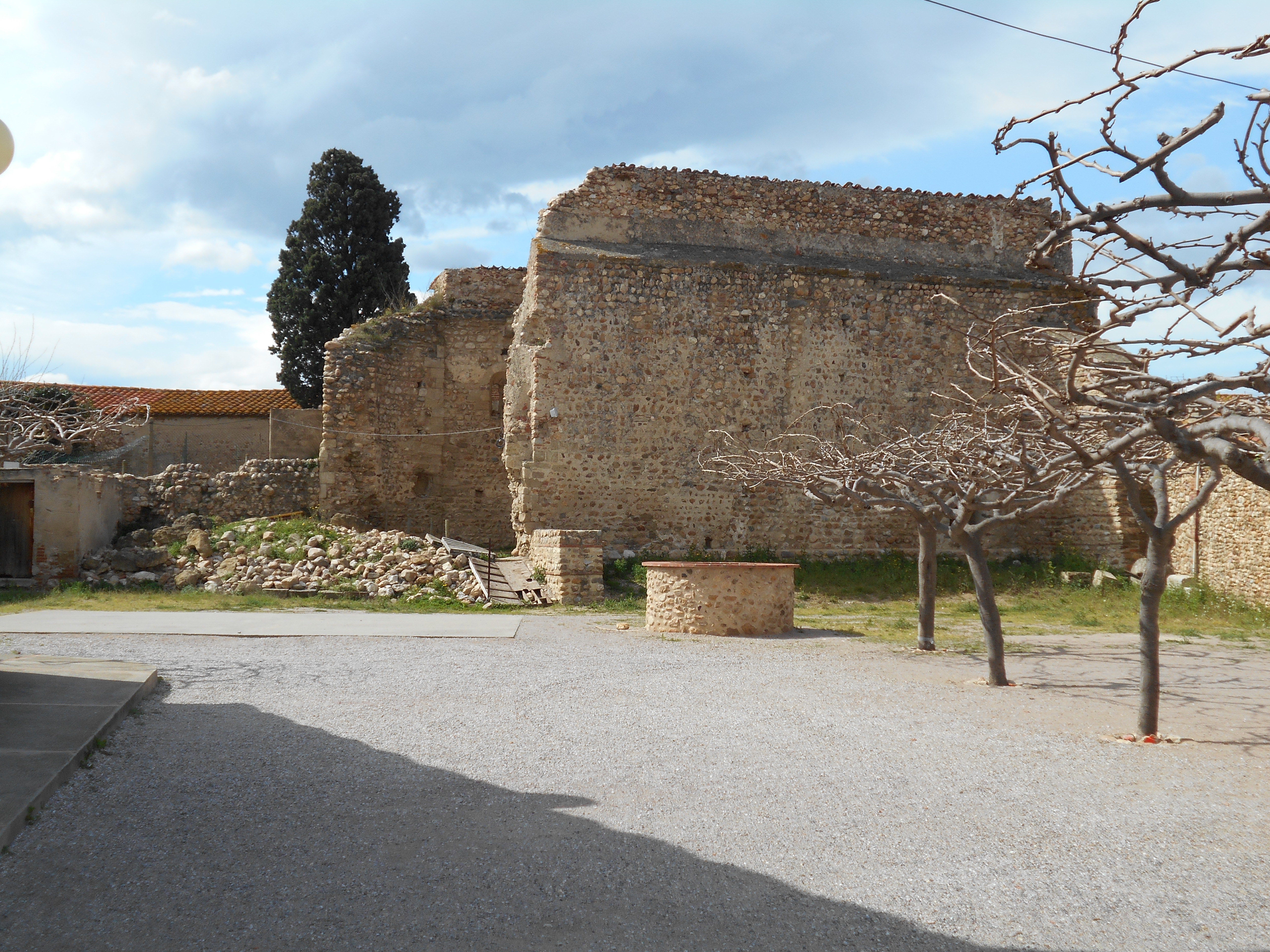
Antiga església de Sant Martí de Nyils. Vista des del nord

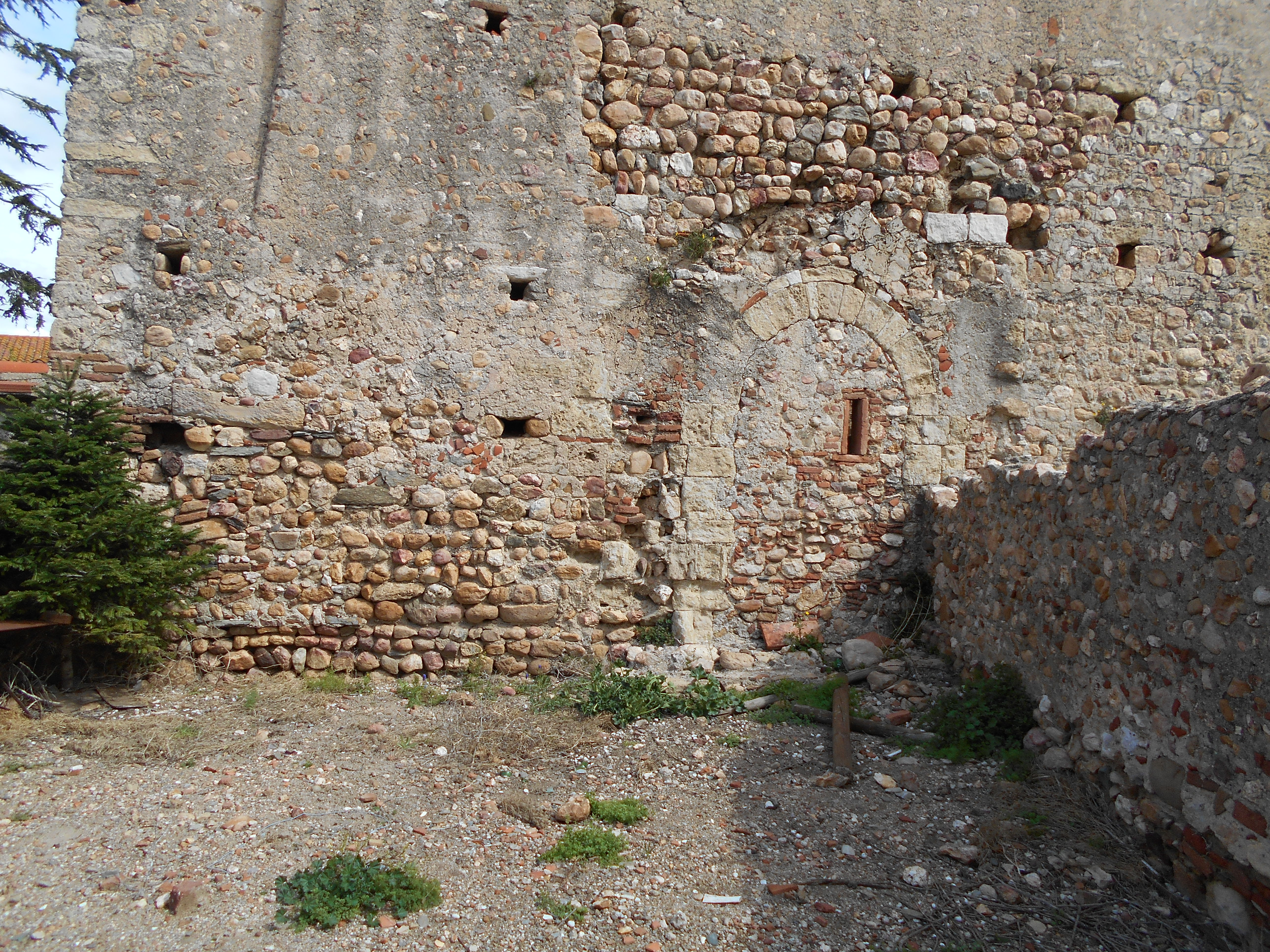
Antiga església de Sant Martí de Nyils. Vista des del sud. Antiga porta

L'església de Sant Martí no apareix gaire documentada, però sí el poble de Nils, que ho és en un testament de l'any 930. Molt aviat, però, els templers del Masdéu començaren a rebre donacions sobre el lloc. L’any 1133, D. Alazaïdis els deixava un honor de Sant Martí de Nils; el 1182, G. de Montesquieu els cedia tota la vila de Nils amb les seves dependències; i un any més tard, el propi Orde comprava terres a l'estany de Caraig a Pontellà, l'estany Sabadell i un molí. Fou així com l’any 1188, tot Nils era senyorejat pel Temple.
	Després que a inicis del segle xiv, el Papa abolís l’Orde del Temple, Nils com tot el patrimoni templer passà a dependre de l'Orde de Sant Joan de Jerusalem que en mantindria la senyoria fins a la Revolució Francesa.
L’antic temple de Sant Martí el segle xvii fou substituït per la nova església parroquial de Santa Maria.

## Arquitectura
De molts anys ençà, l'església vella de Nils amb la volta ensorrada fou convertida en habitatge particular. Darrerament, alliberat de llogaters l'edifici, sembla que el municipi té en projecte la restauració del temple.
L'església vella de Nils té planta rectangular d'una sola nau amb absis semicircular orientat a llevant. Ja estava construïda quan la vila passà a ser senyorejada per l'Orde del Temple, però l'aparició d'una major part d'obra datable de finals del segle XII o de començaments del XIII, fa pensar que fou remodelada i possiblement eixamplada per iniciativa dels templers.
Interiorment la nau mesura 15 m de llarg per 5,50 m d'ample. Els murs estan construïts segons dues fórmules de paredar típiques del país. La més antiga, del segle xi, és un tipus de maçoneria obrada amb pedres mitjanes carejades, a les quals posteriorment hom practicava amb una eina de ferro unes incisions que volien imitar les juntes d'una carreuada. La segona, de finals del XII o començaments de XIII, és el típic opus spicatum rossellonès. A l'interior, la nau té una estructura d'arcs formers i faixons de mig punt, dovellats, que dividia la nau en tres trams per aguantar la volta de canó. En resten els primers i les arrencades dels segons.

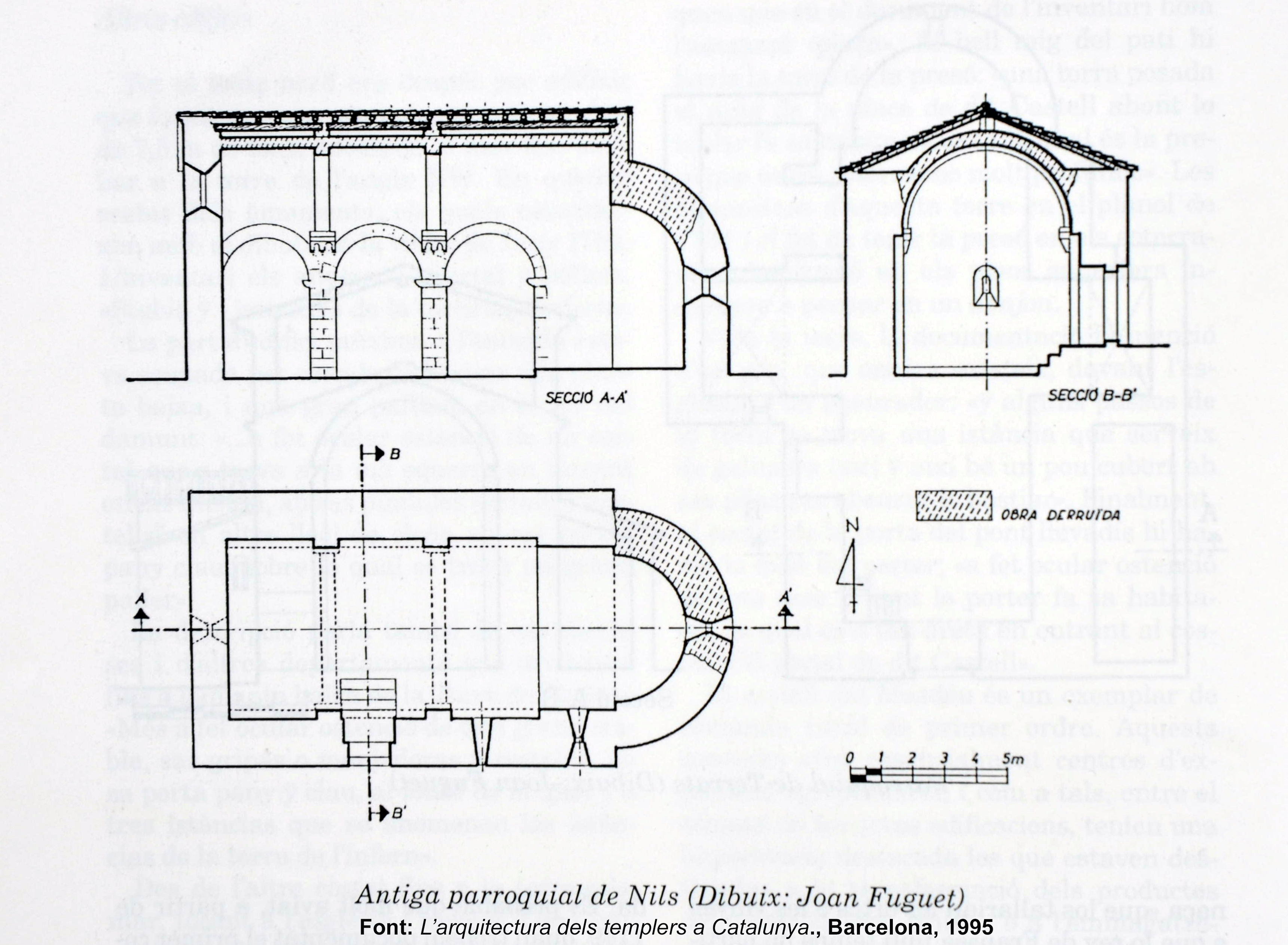
Església parroquial de Sant Martí vella, plànols.

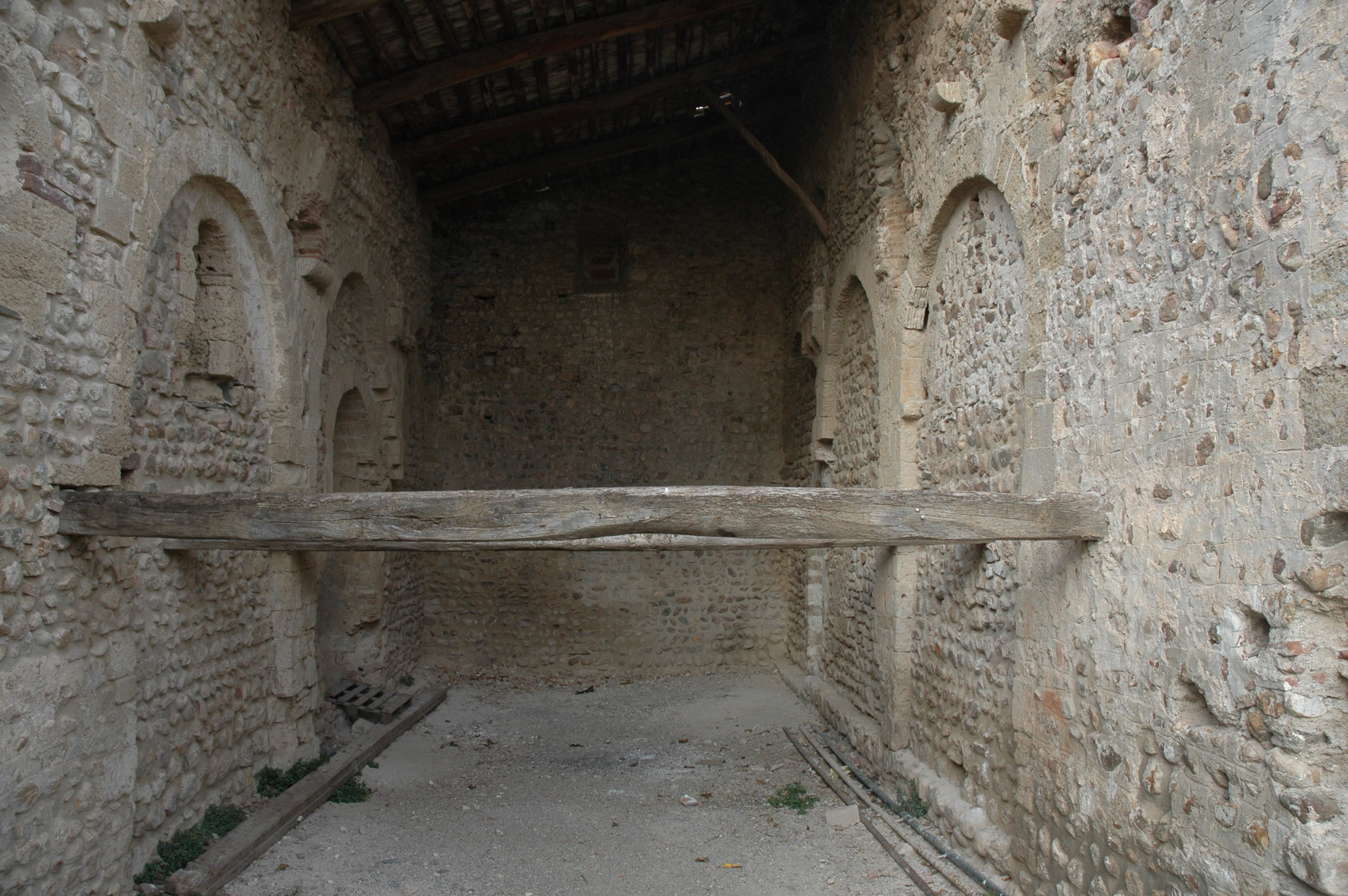
Parroquial de St. Martí de Nils (Rosselló), 2007.